# Badr Szakir as-Sajjab
Badr Szakir as-Sajjab (ur. 1926, zm. 1964) – poeta iracki, uważany za jednego z największych nowatorów w dwudziestowiecznej poezji arabskiej. Był synem pasterza i sadownika. Wychowywali go dziadkowie. W 1938 poszedł do szkoły średniej. Miał lewicowe poglądy polityczne. W 1940 zapoczątkował Arabski Ruch Wolnego Wiersza, który przybliżył poezję w języku arabskim do twórczości zachodnioeuropejskiej. Pozostawał pod wpływem romantyków angielskich, George’a Gordona Byrona, Percy’ego Bysshe Shelleya i Johna Keatsa, jak też poetów współczesnych Edith Sitwell i T.S. Eliota. W latach pięćdziesiątych i sześćdziesiątych opublikował siedem tomów wierszy. Zmarł w Kuwejcie w wieku 38 lat. Jego pogrzeb przeszedł bez echa. W 1971 w Basrze postawiono mu pomnik.